# Corasoides nebula
Espèce
Corasoides nebula est une espèce d'araignées aranéomorphes de la famille des Desidae.

## Distribution
Cette espèce est endémique de la province de Hela en Papouasie-Nouvelle-Guinée,. Elle se rencontre vers Tari à 2 100 m d'altitude.

## Description
La carapace du mâle holotype mesure 2,4 mm de long sur 1,9 mm et l'abdomen 1,8 mm de long sur 1,2 mm et la carapace de la femelle paratype mesure 2,4 mm de long sur 1,8 mm et l'abdomen 2,4 mm de long sur 1,6 mm.

## Publication originale
- Humphrey, 2017 : A revision and cladistic analysis of the genus Corasoides Butler (Araneae: Desidae) with descriptions of nine new species. Records of the Australian Museum, vol. 69, no 1, p. 15-64 (texte intégral).